# AM 1316-241
AM 1316-241 (również ESO 508-45) – oddziałująca para galaktyk znajdująca się w gwiazdozbiorze Hydry w odległości około 400 milionów lat świetlnych od Ziemi. W skład tej pary wchodzi znajdująca się na pierwszym planie galaktyka spiralna oraz częściowo zakryta galaktyka eliptyczna.